# 麟蹄郡
麟蹄郡（：／ Inje gun */?）是大韓民國江原道北部的一個郡，緊鄰三八線。
1415年設縣。著名的雪嶽山國立公園一部份位於本郡。